# Törpeugróegér-formák
A törpeugróegér-formák (Cardiocraniinae) az emlősök (Mammalia) osztályának a rágcsálók (Rodentia) rendjébe, ezen belül az ugróegérfélék (Dipodidae) családjába tartozó alcsalád.

## Rendszerezés
Az alcsaládba az alábbi 3 nem és 7 faj tartozik:
- Cardiocranius Satunin, 1903 – 1 faj
  - ötujjú törpeugróegér (Cardiocranius paradoxus) Satunin, 1903
- Salpingotulus Pavlinov, 1980 – 1 faj
  - beludzsisztáni törpeugróegér (Salpingotulus michaelis) Fitzgibbon, 1966 - korábban Salpingotus michaelis
- Salpingotus Vinogradov, 1922 – 5 faj